# 통영 충렬사
통영 충렬사(統營 忠烈祠)는 대한민국 경상남도 통영시 명정동에 있는 이순신(李舜臣) 장군의 사우(祠宇)이다. 조선 시대의 건물로 이충무공의 위업을 기리기 위해 위패를 모셔 두었다. 1973년 6월 11일 대한민국의 사적 제236호 통영충렬사로 지정되었으나, 2011년 현재의 명칭으로 변경되었다.

## 개요
임진왜란 중에 수군통제사로서 가장 큰 업적을 남긴 충무공 이순신을 기리기 위해 세워진 사당으로 충무공의 활동무대가 한산도를 중심으로 한 통영 근처였기 때문에 남해 충렬사와 함께 이곳에 위패를 모시고 제사를 지내게 된 것이다.
선조39년(1606)에 왕의 명령에 따라 제7대 이운용 통제사가 창건하였으며, 현종4년(1663)에는 남해 충렬사와 함께 임금이 내린 충렬사 사액을 받은 사액사당이다.
그 후에는 역대의 수군통제사들이 매년 봄, 가을에 제사를 지내왔다.
경내에는 본전, 정문, 중문, 외삼문, 동서재, 경충재, 숭무당, 강한루, 유물전시관이 자리 잡고 있다.
그리고 경내에는 많은 비석들이 보존되어 있는데 이 중 가장 오래된 것은 숙종7년(1681)에 60대 민섬통제사가 세운 통제사충무이공충렬묘비이며 충무공 후손통제사 비각 2동에 6기가 있고, 이운용 통제사 비각, 김중기 통제사 비각, 유형 통제사 비각이 있다.
이곳에는 명나라 신종황제가 내린 8가지의 선물인 통영 충렬사 팔사품 일괄(보물 440호)과 정조가 충무공전서를 발간하고 1질을 통영충렬사에 내리면서 직접 지어 내린 제문 등이 유물전시관에 전시되어 있다.

## 같이 보기
- 이순신
- 한산도 이충무공 유적
- 통영 충렬사 팔사품 일괄

## 참고 자료
- 통영 충렬사 - 국가유산청 국가유산포털
- 이 문서에는 다음커뮤니케이션(현 카카오)에서 GFDL 또는 CC-SA 라이선스로 배포한 글로벌 세계대백과사전의 내용을 기초로 작성된 글이 포함되어 있습니다.